# Stephanoidea
Stephanoidea — надродина перетинчастокрилих комах підряду Стебельчасточеревні (Apocrita).

## Поширення
Представники надродини поширені по всьому світі, але найчисельніші у Південно-Східній Азії.

## Спосіб життя
Stephanoidea — ендопаразити рогохвостів (Hymenoptera, Siricidae), жуків (родини Buprestidae, Cerambycidae, Curculionidae), бджіл (Apoidea).

## Класифікація
Виділяють одну сучасну родину з 13 родами і близько 350 видами, і 5 вимерлими родами та одну викопну родину наїзників — Maimetshidae, відому з крейдового періоду.
Класифікація згідно з даними Engel & Ortega-Blanco (2008):
- Родина Stephanidae Leach, 1815
  - Підродина †Electrostephaninae Engel, 2005[3]
    - †Electrostephanus Brues, 1933 (вимерлий)

  - Підродина Schlettererinae Orfila, 1949
    - †Archaeostephanus Engel & Grimaldi, 2004[4]
    - Schlettererius Ashmead, 1900

  - Підродина Stephaninae Enderlein, 1905
    - Триба Foenatopodini
      - Afromegischus
      - Comnatopus
      - Foenatopus Smith, 1861 — близько 150 видів
      - Madegafoenus Benoit, 1951
      - Parastephanellus Enderlein, 1906 — близько 50 видів
      - Profoenatopus

    - Триба Megischini Engel & Grimaldi, 2004
      - Aguiarina
      - Megischus Brulle, 1846 — близько 70 видів
      - Pseudomegischus

    - Триба Stephanini
      - Stephanus Jurine, 1801

  - Insertae sedis
    - †Protostephanus Cockerell, 1906 (вимерлий)
    - Diastephanus Enderlein, 1905
    - Hemistephanus Enderlein, 1906
    - Neostephanus Kieffer, 1904
- Родина †Maimetshidae
  - †Afrapia Rasnitsyn & Brothers, 2009
  - †Afromaimetsha Rasnitsyn & Brothers, 2009
  - †Ahiromaimetsha Perrichot, Azar, Nel & Engel, 2011
  - †Ahstemiam McKellar & Engel, 2011
  - †Andyrossia Rasnitsyn & Jarzembowski, 2000
  - †Guyotemaimetsha Perrichot, Nel & Néradeau, 2004
  - †Iberomaimetsha Ortega-Blanco, Perrichot & Engel, 2011
  - †Maimetsha Rasnitsyn, 1975
  - †Maimetshorapia Rasnitsyn & Brothers, 2009
  - †?Cretogonalys Rasnitsyn, 1977
- Родина †Aptenoperissidae
  - Рід †Aptenoperissus